# TOI-1601
TOI-1601 — одиночная звезда в созвездии Андромеды на расстоянии приблизительно 1108 световых лет (около 340 парсек) от Солнца. Видимая звёздная величина звезды — +10,66m. Возраст звезды определён как около 2,64 млрд лет.
Вокруг звезды обращается, как минимум, одна планета.

## Характеристики
TOI-1601 — жёлто-белая звезда спектрального класса F. Масса — около 1,517 солнечной, радиус — около 2,18 солнечного, светимость — около 5,243 солнечной. Эффективная температура — около 5750 K.

## Планетная система
В 2021 году группой астрономов проекта TESS у звезды обнаружена планета TOI-1601 b.